# 愛媛県の県道一覧
愛媛県の県道一覧（えひめけんのけんどういちらん）は、愛媛県を通る県道の一覧である。愛媛県道に県道番号が導入されたのは1972年（昭和47年）3月16日からである。

## 統計
2021年（令和3年）4月1日現在
| 項目                     | 項目                     | 主要地方道 | 一般県道 | 合計   |
| ------------------------ | ------------------------ | ---------- | -------- | ------ |
| 路線数                   | 路線数                   | 54         | 188      | 242    |
| 実延長（km）             | 実延長（km）             | 1093.7     | 1789.5   | 2883.3 |
| 規格改良済延長           | 改良済（km）             | 892.2      | 1097.8   | 1990.1 |
| 規格改良済延長           | 改良率（%）              | 81.6       | 61.3     | 69.0   |
| 舗装済延長               | 舗装済（km）             | 1068.4     | 1663.3   | 2731.6 |
| 舗装済延長               | 舗装率（%）              | 97.7       | 92.9     | 94.7   |
| 橋梁                     | 個数（本）               | 769        | 1047     | 1816   |
| 橋梁                     | 延長（km）               | 19.1       | 17.1     | 36.1   |
| トンネル                 | 個数（本）               | 54         | 25       | 79     |
| トンネル                 | 延長（km）               | 21.1       | 5.7      | 26.8   |
| 歩道等設置道路延長（km） | 歩道等設置道路延長（km） | 385.2      | 306.4    | 691.6  |

注
- 小数点第2位以下を四捨五入しているため、内訳と計が一致しないものがある[1]。
- 自転車道の数値は含まない[1]。
- 愛媛県道330号藤縄長浜線は未供用のため、路線数のみ含む[1]。

## 主要地方道

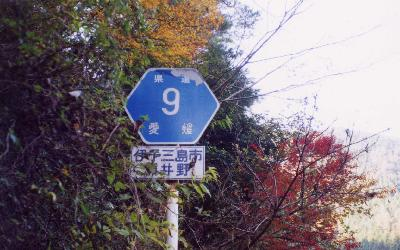
旧愛媛県道9号新居浜山城線
旧県道9号の標識。
愛媛県四国中央市（撮影当時伊予三島市）にて撮影。

### 1 - 50号
- 1 欠番←久万池川線←梼原落出線
  - 梼原落出線は、現在国道440号の一部に格上げ。
  - 久万池川線は、現在国道494号の一部・愛媛県道12号西条久万線の一部・愛媛県道212号東川上黒岩線等に分割。
- 2 城川檮原線←宇和島窪川線
  - 宇和島窪川線は、現在国道320号の一部や国道381号の一部、愛媛県道57号広見三間宇和島線等に分割。
- 3 欠番←宇和島中村線
  - 宇和島中村線は、現在国道320号の一部、国道381号の一部、国道441号の一部や愛媛県道57号広見三間宇和島線等に分割。
- 4 宿毛津島線
- 5 川之江大豊線
- 6 高知伊予三島線
- 7 宿毛城辺線
- 8 西土佐松野線
- 9 大野原川之江線←愛媛県道9号新居浜山城線
  - 新居浜山城線は、現在国道319号の一部や愛媛県道6号高知伊予三島線の一部、愛媛県道47号新居浜別子山線に分割。
- 10 欠番
- 11 新居浜角野線
- 12 西条久万線
- 13 壬生川新居浜野田線
- 14 今治港線
- 15 大西波止浜港線
- 16 松山伊予線←松山今治線
  - 松山今治線は、現在国道317号の一部に格上げ。
- 17 北条玉川線←松山砥部内子線
  - 松山砥部内子線は、現在国道379号の一部に格上げ。
- 18 松山空港線
- 19 松山港線
- 20 松山北条線←川内大味川線
  - 川内大味川線は、現在国道494号の一部に格上げ。
- 21 大三島上浦線←久万内子線
  - 久万内子線は、現在国道380号の一部に格上げ。
- 22 伊予松山港線←伊予長浜線
  - 伊予長浜線は、現在国道378号の一部に格上げ。
- 23 伊予川内線
- 24 大洲長浜線
- 25 八幡浜宇和線
- 26 八幡浜三瓶線←八幡浜長浜線
  - 八幡浜長浜線は、現在国道378号の一部に格上げ。
- 27 八幡浜港線
- 28 長浜保内線←八幡浜三瓶吉田線
  - 八幡浜三瓶吉田線は、現在国道378号の一部に格上げ。
- 29 宇和野村線
- 30 宇和三瓶線
- 31 宇和三間線←野村広見線
  - 野村広見線は、現在国道441号の一部に格上げ。
- 32 肱川公園線
- 33 宇和島停車場線
- 34 平城高茂岬線…2012年10月16日、城辺高茂岬線と船越平城線を統合[2]。
- 35 野村城川線
- 36 野村柳谷線
- 37 宇和島下波津島線
- 38 今治波方港線
- 39 松山港内宮線
- 40 松山東部環状線
- 41 中島環状線
- 42 久万中山線
- 43 長浜中村線
- 44 大洲野村線
- 45 宇和明浜線
- 46 宇和島城辺線
- 47 新居浜別子山線
- 48 壬生川丹原線
- 49 大島環状線
- 50 伯方島環状線

### 51 - 57号
- 51 大三島環状線
- 52 小田柳谷線
- 53 大平砥部線
- 54 串内子線
- 55 小田河辺大洲線
- 56 内子河辺野村線
- 57 広見三間宇和島線

## 一般県道

### 101 - 200号
- 101 欠番←大野原川之江線
  - 大野原川之江線は、現在の愛媛県道9号大野原川之江線。
- 102 欠番←大豊川之江線
  - 大豊川之江線は、現在の愛媛県道5号川之江大豊線。
- 103 欠番←高野新居浜線
  - 高野新居浜線は、現在の愛媛県道6号高知伊予三島線の一部など。
- 104 欠番←池川久万線
  - 池川久万線はその後、愛媛県道1号久万池川線に格上げ後、国道494号の一部・愛媛県道12号西条久万線の一部・愛媛県道212号東川上黒岩線等に分割。
- 105 欠番←梼原野村線
  - 梼原野村線は現在の愛媛県道2号城川梼原線と愛媛県道35号野村城川線へ分割。
- 106 十和吉野線
- 107 藪ヶ市松野線
- 108 欠番←西土佐松野線
  - 西土佐松野線は、現在の愛媛県道8号西土佐松野線。
- 109 欠番←深浦宿毛線
  - 深浦宿毛線は、現在愛媛県道7号宿毛城辺線の一部。
- 110 - 111 欠番
- 112 欠番←新宮山城線
  - 新宮山城線はその後、愛媛県道9号新居浜山城線の一部。
  - 愛媛県道9号新居浜山城線は、現在国道319号の一部や愛媛県道6号高知伊予三島線の一部、新居浜別子山線に分割。
- 113 - 120 欠番
- 121 川之江停車場線
- 122 川之江港線
- 123 金生三島線
- 124 上分三島線
- 125 伊予三島停車場線
- 126 上猿田三島線
- 127 伊予寒川停車場線
- 128 蕪崎土居線
- 129 伊予土居停車場線
- 130 欠番←葛籠尾川之江線
- 131 別子山土居線
- 132 多喜浜停車場線
- 133 多喜浜泉川線
- 134 国領高木線
- 135 新居浜停車場線
- 136 新居浜港線
- 137 金子中萩停車場線
- 138 新居浜土居線
- 139 飯岡玉津線
- 140 伊予西条停車場線
- 141 西条港線
- 142 石鎚伊予小松停車場線
- 143 壬生川港小松線
- 144 南川壬生川停車場線
- 145 欠番←壬生川港線
- 146 欠番←壬生川丹原線
  - 壬生川丹原線は、現在の愛媛県道48号壬生川丹原線。
- 147 石鎚丹原線
- 148 東予港三津屋線
- 149 丹原小松線
- 150 徳能伊予三芳停車場線
- 151 関屋今井線
- 152 寺尾重信線
- 153 落合久万線
- 154 東予玉川線←三芳北条線
  - 三芳北条線は、現在の愛媛県道17号北条玉川線と愛媛県道154号東予玉川線に分割。
- 155 今治丹原線
- 156 桜井山路線
- 157 今治停車場線
- 158 波止浜停車場線
- 159 孫兵衛作壬生川線
- 160 今治波止浜線
- 161 糸山公園線
- 162 朝倉伊予桜井停車場線
- 163 鈍川伊予大井停車場線
- 164 玉川菊間線
- 165 欠番←波方港延喜線
- 166 波方環状線
- 167 伊予亀岡停車場線
- 168 菊間停車場線
- 169 欠番←下田水宮窪線
- 170 欠番←大島環状線
  - 大島環状線は、現在の愛媛県道49号大島環状線。
- 171 欠番←伯方島環状線
  - 伯方島環状線は、現在の愛媛県道50号伯方島環状線。
- 172 弓削島循環線←鯨下弓削線
- 173 横浜生名港線
- 174 岩城環状線
- 175 欠番←井ノ口宮浦港線
- 176 欠番←大三島環状線
  - 大三島環状線は、現在の愛媛県道51号大三島環状線。
- 177 大下白潟線
- 178 湯山高縄北条線
- 179 湯山北条線
- 180 堀江港堀江停車場線
- 181 欠番←菅沢松山線
  - 菅沢松山線は、現在愛媛県道20号松山北条線の一部。
- 182 欠番←湯山三津浜港線
  - 湯山三津浜港線は、現在愛媛県道40号松山東部環状線の一部。
- 183 辰巳伊予和気停車場線←堀江三津浜線
- 184 和気衣山線
- 185 欠番←松山港伊予和気停車場線
  - 松山港伊予和気停車場線は、現在愛媛県道183号辰巳伊予和気停車場線の一部。
- 186 三津浜停車場線←三津浜港三津浜停車場線
- 187 六軒家石手線←道後公園六軒家線
- 188 道後公園線
- 189 欠番←道後公園久米線
  - 道後公園久米線は、現在愛媛県道40号松山東部環状線の一部。
- 190 久米垣生線
- 191 松山市停車場線
- 192 欠番←松山伊予線
  - 松山伊予線は、現在の愛媛県道16号松山伊予線。
- 193 森松重信線
- 194 久谷森松停車場線
- 195 興居島循環線←門田御手洗線
- 196 河中平井停車場線
- 197 才之原菊間線
- 198 浅海停車場線
- 199 北条港線
- 200 鹿島公園線

### 201 - 300号
- 201 伊予北条停車場線
- 202 欠番←別府浅海線←別府中西線
  - 別府浅海線は、現在愛媛県道339号粟井浅海線の一部。
- 203 粟井停車場線
- 204 長井方堀江線
- 205 欠番←中島環状線
  - 中島環状線は、現在の愛媛県道41号中島環状線。
- 206 上怒和元怒和線
- 207 三坂松山線
- 208 欠番←父二峰中山線
  - 父二峰中山線は、現在愛媛県道42号久万中山線の一部。
- 209 美川松山線
- 210 美川川内線
- 211 美川小田線
- 212 東川上黒岩線←美川嶺公園線
  - 美川嶺公園線は、現在愛媛県道328号柳谷美川線の一部。
- 213 欠番←西谷野村線
  - 西谷野村線は、現在愛媛県道36号野村柳谷線の一部。
- 214 八倉松前線
- 215 郡中港線
- 216 欠番←大平砥部線
  - 大平砥部線は、現在の愛媛県道53号大平砥部線。
- 217 欠番←松前三津浜港線
  - 松前三津浜港線は、現在愛媛県道22号伊予松山港線の一部。
- 218 北伊予停車場線
- 219 砥部伊予松山線
- 220 上尾峠久万線
- 221 広田双海線
- 222 中山双海線
- 223 中山砥部線
- 224 永木内子線
- 225 中山伊予線←平岡伊予線
- 226 串中山線
- 227 欠番←串内子線
  - 串内子線は、現在の愛媛県道54号串内子線。
- 228 坊屋敷小田線
- 229 鳥首五十崎線
- 230 柳沢新谷停車場線←桐ノ目新谷停車場線
- 231 伊予大洲停車場線
- 232 菅田五郎停車場線
- 233 欠番←大洲城川線←大洲野村線
  - 大洲野村線は、現在の愛媛県道44号大洲野村線とは無関係。
  - 大洲城川線は、現在国道441号の一部。
- 234 大洲保内線
- 235 野佐来八幡浜線
- 236 欠番←森山野村線
  - 森山野村線は、現在愛媛県道44号大洲野村線の一部。
- 237 鳥坂宇和線
- 238 欠番←沖浦大洲線
  - 沖浦大洲線は、現在愛媛県道43号長浜中村線の一部。
- 239 欠番←長浜保内線
  - 長浜保内線は、現在の愛媛県道28号長浜保内線。
- 240 櫛生大洲線
- 241 池田中山線
- 242 五百木立山線
- 243 内子双海線
- 244 内子停車場線
- 245 河辺小田線
- 246 欠番←横山内子線
  - 横山内子線は、現在愛媛県道56号内子河辺野村線の一部。
- 247 欠番←北平大洲線
  - 北平大洲線は、現在愛媛県道56号内子河辺野村線の一部。
- 248 瀬田八多喜停車場線
- 249 八幡浜保内線
- 250 舌間八幡浜線
- 251 欠番←八幡浜三瓶線
  - 八幡浜三瓶線は、現在の愛媛県道26号八幡浜三瓶線。
- 252 双岩停車場和泉線
- 253 穴井三瓶線
- 254 三机港線
- 255 鳥井喜木津線
- 256 佐田岬三崎線
- 257 俵津三瓶線
- 258 欠番←俵津宇和線
  - 俵津宇和線は、現在愛媛県道45号宇和明浜線の一部。
- 259 信里伊予平野停車場線←正信伊予平野停車場線
- 260 狭間上松葉線←郷内坂戸線
- 261 伊予石城停車場線
- 262 伊延東多田線
- 263 平野坂戸線
- 264 欠番←地蔵屋敷宇和線
  - 地蔵屋敷宇和線は、現在愛媛県道344号宇和高山線の一部。
- 265 欠番←卯之町停車場線
  - 卯之町停車場線は2018年4月1日愛媛県告示第342号により廃止(その告示が掲載されている「愛媛県報」)。
- 266 欠番←惣川小田線
  - 惣川小田線は、現在愛媛県道55号小田河辺大洲線の一部。
- 267 大茅辰ノ口線
- 268 宇和島港線
- 269 無月宇和島線
- 270 滑床松野線
- 271 玉津港線
- 272 河内立間停車場線
- 273 奥浦白浦線←白浦奥浦伊予吉田停車場線
- 274 吉田宇和島線
- 275 欠番←務田下宇和停車場線
  - 務田下宇和停車場線は、現在愛媛県道31号宇和三間線の一部。
- 276 大内停車場線
- 277 伊予宮野下停車場宮野下線
- 278 伊予宮野下停車場務田線
- 279 西谷吉田線
- 280 下鍵山松野線←小松松野線
- 281 近永停車場線
- 282 小倉三間線
- 283 広見吉田線
- 284 日向谷高野子線←高研高野子線
- 285 節安下鍵山線
- 286 御内下畑地線
- 287 嵐田之浜岩松線
- 288 欠番←蔣淵下波線←蔣淵宇和島線
  - 蔣淵下波線は、現在の愛媛県道346号蔣淵下波線。
- 289 欠番←津之浦下波線←津之浦津島線
  - 津之浦下波線は、現在の愛媛県道345号柿之浦下波線。
- 290 喜路能登線
- 291 美砂子郡線
- 292 網代鳥越線←魚神山鳥越線
- 293 猿鳴平城線←中浦平城線
- 294 中浦西海線
- 295 長月城辺線
- 296 欠番←城辺宇和島線
  - 城辺宇和島線は、現在の愛媛県道46号宇和島城辺線。
- 297 久良城辺線
- 298 深浦港線
- 299 一本松城辺線
- 300 高茂岬船越線

### 301 - 383号
- 301 宮崎波方線
- 302 皿ヶ嶺公園滑川線
- 303 猪伏西谷線
- 304 欠番←本川西谷線
  - 本川西谷線は、現在愛媛県道52号小田柳谷線の一部。
- 305 立石内子線
- 306 中野川総津線
- 307 野中長沢線
- 308 蔵川大谷線
- 309 立川停車場線
- 310 山鳥坂明荷谷線
- 311 伊延永長線
- 312 土居魚成線
- 313 九島循環線
- 314 舟間伊予吉田停車場線
- 315 音地清延線
- 316 奈良近永線
- 317 目黒松丸線
- 318 後柿之浦線
- 319 御代ノ川清重線
- 320 欠番←船越平城線[3]
  - 船越平城線は、現在愛媛県道34号平城高茂岬線の一部。
- 321 欠番←御在所宇和田線
  - 御在所宇和田線は、現在愛媛県道332号篠山公園線の一部。
- 322 欠番←金砂金子線
- 323 論田袋口線
- 324 大瀬川中線
- 325 今治大三島自転車道線←上浦港盛自転車道線
- 326 松山松前伊予線
- 327 湯谷口川内線
- 328 柳谷美川線
- 329 石畳中山線
- 330 藤縄長浜線
- 331 高瀬松渓線
- 332 篠山公園線（県境で高知県道382号宿毛篠山公園線に連続）
- 333 三島川之江港線
- 334 松山川内線
- 335 松山川内自転車道線
- 336 新居浜東港線
- 337 名駒友浦線
- 338 岩城弓削線
- 339 粟井浅海線
- 340 上川小田深山線
- 341 直瀬渋草線
- 342 池田川崎線
- 343 予子林大谷線←予子林西線
- 344 宇和高山線
- 345 柿之浦下波線
- 346 蔣淵下波線
- 347 平田北条線←国道196号の一部
- 348 - 382 欠番
- 383 四国カルスト公園縦断線